# Senatori dell'VIII legislatura della Repubblica Italiana
Questo elenco riporta i nomi dei senatori della VIII legislatura della Repubblica Italiana dopo le elezioni politiche del 1979.

## Consistenza dei gruppi
| Gruppo                                                 | Inizio | Inizio | Inizio | Fine |
| Gruppo                                                 | Eletti | A vita | Totale | Fine |
| ------------------------------------------------------ | ------ | ------ | ------ | ---- |
| Democratico Cristiano (DC)                             | 138    | 1      | 139    | 138  |
| Comunista (PCI)                                        | 94     | -      | 94     | 95   |
| Partito Socialista Italiano (PSI)                      | 32     | 1      | 33     | 32   |
| Sinistra indipendente (SI)                             | 15     | 1      | 16     | 15   |
| Movimento Sociale Italiano - Destra Nazionale (MSI-DN) | 13     | -      | 13     | 13   |
| Partito Socialista Democratico Italiano (PSDI)         | 9      | 1      | 10     | 10   |
| Repubblicano (PRI)                                     | 6      | 1      | 7      | 8    |
| Gruppo misto                                           | 8      | 2      | 10     | 11   |
| Totale                                                 | 315    | 7      | 322    | 322  |

- Il prospetto indicato dal sito del Senato mostra come plenum dell'assemblea 320 senatori anziché 322, annoverando un senatore in meno per la DC ed escludendone un altro per SI (Carla Ravaioli, iscritta al gruppo dal 28 giugno 1979)[2].
- Dei 109 senatori eletti nel PCI, 94 aderirono al gruppo PCI, 15 a SI.
- Gli 8 senatori di origine elettiva aderenti al gruppo misto erano così ripartiti: 2 Partito Liberale Italiano, 2 Partito Radicale, 3 Partito Popolare Sudtirolese, 1 eletto nella lista UV-DEMPOP-PLI.

## Composizione storica
| Nominativo                       | Regione               | Collegio                             | Gruppo (lista)        |
| -------------------------------- | --------------------- | ------------------------------------ | --------------------- |
| Lucio Abis                       | Sardegna              | Oristano                             | DC                    |
| Achille Accili                   | Abruzzo               | L'Aquila-Sulmona                     | DC                    |
| Alessandro Agrimi                | Puglia                | Lecce                                | DC                    |
| Aldo Amadeo                      | Liguria               | Imperia                              | DC                    |
| Luigi Anderlini                  | Umbria                | Orvieto                              | SI (PCI)              |
| Beniamino Andreatta              | Emilia-Romagna        | Fiorenzuola d'Arda - Fidenza         | DC                    |
| Gastone Angelin                  | Veneto                | Chioggia                             | PCI                   |
| Renzo Antoniazzi                 | Lombardia             | Cremona                              | PCI                   |
| Emilio Argiroffi                 | Calabria              | Palmi                                | PCI                   |
| Egidio Ariosto                   | Lombardia             | Salò                                 | PSDI                  |
| Giuseppe Avellone                | Sicilia               | Partinico-Monreale                   | DC                    |
| Silvano Bacicchi                 | Friuli-Venezia Giulia | Gorizia                              | PCI                   |
| Carlo Baldi                      | Piemonte              | Mondovì                              | DC                    |
| Paolo Barsacchi                  | Toscana               | Viareggio                            | PSI                   |
| Giuseppe Bartolomei              | Toscana               | Arezzo                               | DC                    |
| Luciano Bausi                    | Toscana               | Firenze I                            | DC                    |
| Giovanni Bellinzona              | Lombardia             | Voghera                              | PCI                   |
| Ettore Benassi                   | Liguria               | Genova I                             | PCI                   |
| Gianfilippo Benedetti            | Marche                | Fermo                                | PCI                   |
| Claudio Beorchia                 | Friuli-Venezia Giulia | Tolmezzo                             | DC                    |
| Enzo Berlanda                    | Lombardia             | Clusone                              | DC                    |
| Antonio Berti                    | Piemonte              | Susa                                 | PCI                   |
| Flavio Luigi Bertone             | Liguria               | La Spezia                            | PCI                   |
| Paolo Bevilacqua                 | Sicilia               | Palermo I                            | DC                    |
| Antonio Bisaglia                 | Veneto                | Bassano del Grappa                   | DC                    |
| Carlo Boggio                     | Piemonte              | Vercelli                             | DC                    |
| Arrigo Boldrini                  | Emilia-Romagna        | Ravenna                              | PCI                   |
| Rodolfo Pietro Bollini           | Lombardia             | Lodi                                 | PCI                   |
| Vincenzo Bombardieri             | Lombardia             | Treviglio                            | DC                    |
| Adriano Bompiani                 | Abruzzo               | Chieti                               | DC                    |
| Renzo Bonazzi                    | Emilia-Romagna        | Reggio Emilia                        | PCI                   |
| Giorgio Bondi                    | Toscana               | Arezzo                               | PCI                   |
| Francesco Paolo Bonifacio        | Campania              | Piedimonte Matese - Sessa Aurunca    | DC                    |
| Giuseppe Borzi                   | Lazio                 | Tivoli                               | DC                    |
| Eugenio Bozzello Verole          | Piemonte              | Ivrea                                | PSI                   |
| Giuseppe Branca                  | Emilia-Romagna        | Ferrara                              | SI (PCI)              |
| Paolo Brezzi                     | Emilia-Romagna        | Modena                               | SI (PCI)              |
| Peter Brugger                    | Trentino-Alto Adige   | Bressanone                           | Misto (PPST)          |
| Paolo Bufalini                   | Lazio                 | Roma III                             | PCI                   |
| Attilio Busseti                  | Puglia                | Molfetta                             | DC                    |
| Luigi Buzio                      | Piemonte              | Acqui Terme - Novi Ligure            | PSDI                  |
| Carlo Buzzi                      | Emilia-Romagna        | Parma                                | DC                    |
| Gino Cacchioli                   | Emilia-Romagna        | Borgotaro-Salsomaggiore              | DC                    |
| Franco Calamandrei               | Toscana               | Pistoia                              | PCI                   |
| Antonino Calarco                 | Sicilia               | Messina                              | DC                    |
| Nino Calice                      | Basilicata            | Melfi                                | PCI                   |
| Nedo Canetti                     | Liguria               | Imperia                              | PCI                   |
| Marino Carboni                   | Lazio                 | Roma VI                              | DC                    |
| Giovanni Battista Carlassara     | Veneto                | Mirano                               | PCI                   |
| Vincenzo Carollo                 | Sicilia               | Termini Imerese - Cefalù             | DC                    |
| Luigi Carraro                    | Veneto                | Cittadella                           | DC                    |
| Angelo Castelli                  | Lombardia             | Bergamo                              | DC                    |
| Domenico Cazzato                 | Puglia                | Martina Franca                       | PCI                   |
| Onorio Cengarle                  | Veneto                | Este                                 | DC                    |
| Giuseppe Cerami                  | Sicilia               | Palermo II                           | DC                    |
| Giuseppe Chiarante               | Lombardia             | Mantova                              | PCI                   |
| Gerardo Chiaromonte              | Campania              | Napoli VI                            | PCI                   |
| Walter Chielli                   | Toscana               | Grosseto                             | PCI                   |
| Aurelio Ciacci                   | Toscana               | Siena                                | PCI                   |
| Cesarino Dante Cioce             | Puglia                | Barletta-Trani                       | PSDI                  |
| Alberto Cipellini                | Piemonte              | Cuneo-Saluzzo                        | PSI                   |
| Giovanni Silvestro Coco          | Sicilia               | Caltanissetta                        | DC                    |
| Alessandra Codazzi               | Veneto                | Treviso                              | DC                    |
| Napoleone Colajanni              | Piemonte              | Acqui Terme - Novi Ligure            | PCI                   |
| Pietro Colella                   | Campania              | Nocera Inferiore                     | DC                    |
| Vittorino Colombo (n. 1924)      | Veneto                | Verona I                             | DC                    |
| Vittorino Colombo (n. 1925)      | Lombardia             | Monza                                | DC                    |
| Anna Maria Conterno Degli Abbati | Liguria               | Genova II                            | PCI                   |
| Gianfranco Conti Persini         | Lombardia             | Como                                 | PSDI                  |
| Salvatore Corallo                | Sicilia               | Siracusa                             | PCI                   |
| Armando Cossutta                 | Lombardia             | Vigevano                             | PCI                   |
| Mario Costa                      | Lazio                 | Latina                               | DC                    |
| Giulio D'Agostini                | Lazio                 | Frosinone                            | DC                    |
| Luciano Dal Falco                | Veneto                | Verona Pianura                       | DC                    |
| Saverio Damagio                  | Sicilia               | Piazza Armerina                      | DC                    |
| Saverio D'Amelio                 | Basilicata            | Tricarico                            | DC                    |
| Errico D'Amico                   | Abruzzo               | Lanciano-Vasto                       | DC                    |
| Bernardo D'Arezzo                | Campania              | Eboli                                | DC                    |
| Giancarlo De Carolis             | Umbria                | Foligno-Spoleto                      | DC                    |
| Danilo De' Cocci                 | Marche                | Fermo                                | DC                    |
| Giorgio De Giuseppe              | Puglia                | Gallipoli-Galatina                   | DC                    |
| Giorgio De Sabbata               | Marche                | Pesaro-Fano                          | PCI                   |
| Salverino De Vito                | Campania              | Sant'Angelo dei Lombardi             | DC                    |
| Fabiano De Zan                   | Lombardia             | Salò                                 | DC                    |
| Giorgio Degola                   | Emilia-Romagna        | Castelnovo ne' Monti - Sassuolo      | DC                    |
| Alberto Del Nero                 | Toscana               | Massa-Carrara                        | DC                    |
| Fausto Del Ponte                 | Piemonte              | Verbano-Cusio-Ossola                 | DC                    |
| Libero Della Briotta             | Lombardia             | Sondrio                              | PSI                   |
| Onio Della Porta                 | Lazio                 | Viterbo                              | DC                    |
| Francesco Deriu                  | Sardegna              | Sassari                              | DC                    |
| Araldo di Crollalanza            | Puglia                | Bari                                 | MSI-DN                |
| Osvaldo Di Lembo                 | Molise                | Larino                               | DC                    |
| Gaetano Di Marino                | Campania              | Salerno                              | PCI                   |
| Francesco Di Nicola              | Sicilia               | Trapani                              | PSI                   |
| Carlo Donat-Cattin               | Piemonte              | Pinerolo                             | DC                    |
| Fabio Fabbri                     | Emilia-Romagna        | Parma                                | PSI                   |
| Alessandro Carlo Faedo           | Toscana               | Viareggio                            | DC                    |
| Franca Falcucci                  | Lazio                 | Roma VII                             | DC                    |
| Severino Fallucchi               | Puglia                | Lucera                               | DC                    |
| Amintore Fanfani                 | A vita                | –                                    | DC                    |
| Giuseppe Fassino                 | Piemonte              | Cuneo-Saluzzo                        | Misto (PLI)           |
| Nevio Felicetti                  | Abruzzo               | Pescara                              | PCI                   |
| Carlo Fermariello                | Campania              | Torre del Greco                      | PCI                   |
| Giuseppe Ferralasco              | Sardegna              | Iglesias                             | PSI                   |
| Nicola Ferrara                   | Puglia                | Cerignola                            | DC                    |
| Maurizio Ferrara                 | Lazio                 | Frosinone                            | PCI                   |
| Mario Ferrari Aggradi            | Veneto                | Conegliano-Oderzo                    | DC                    |
| Claudio Ferrucci                 | Abruzzo               | Teramo                               | PCI                   |
| Cristoforo Filetti               | Sicilia               | Acireale                             | MSI-DN                |
| Giuseppe Fimognari               | Calabria              | Locri                                | DC                    |
| Riode Finessi                    | Emilia-Romagna        | Portomaggiore                        | PSI                   |
| Aimone Finestra                  | Lazio                 | Latina                               | MSI-DN                |
| Peppino Fiori                    | Sardegna              | Cagliari                             | SI (PCI)              |
| Sergio Flamigni                  | Emilia-Romagna        | Rimini                               | PCI                   |
| Sergio Fontanari                 | Trentino-Alto Adige   | Pergine Valsugana                    | Misto (PPST)          |
| Renzo Forma                      | Piemonte              | Ivrea                                | DC                    |
| Rino Formica                     | Lombardia             | Milano VI                            | PSI                   |
| Luciano Forni                    | Lombardia             | Como                                 | DC                    |
| Francesco Fossa                  | Liguria               | Genova III                           | PSI                   |
| Pietro Fosson                    | Valle d'Aosta         | Aosta                                | Misto (UV-DEMPOP-PLI) |
| Giuseppe Fracassi                | Abruzzo               | Avezzano                             | DC                    |
| Donato Michele Fragassi          | Puglia                | Foggia - San Severo                  | PCI                   |
| Francesco Franco                 | Calabria              | Reggio Calabria                      | MSI-DN                |
| Giuseppe Gatti                   | Lombardia             | Busto Arsizio                        | PCI                   |
| Luigi Genovese                   | Sicilia               | Patti                                | DC                    |
| Gabriella Gherbez                | Friuli-Venezia Giulia | Trieste II                           | PCI                   |
| Delio Giacometti                 | Veneto                | Schio                                | DC                    |
| Daverio Clementino Giovannetti   | Sardegna              | Iglesias                             | PCI                   |
| Bruno Giust                      | Friuli-Venezia Giulia | Pordenone                            | DC                    |
| Guido Gonella                    | Veneto                | Verona Collina                       | DC                    |
| Mario Gozzini                    | Toscana               | Firenze II                           | SI (PCI)              |
| Luigi Granelli                   | Lombardia             | Cantù                                | DC                    |
| Giorgio Granzotto                | Veneto                | San Donà di Piave                    | PCI                   |
| Niccolò Grassi Bertazzi          | Sicilia               | Acireale                             | DC                    |
| Enrico Graziani                  | Abruzzo               | Lanciano-Vasto                       | PCI                   |
| Carlo Grazioli                   | Lombardia             | Mantova                              | DC                    |
| Vinci Grossi                     | Umbria                | Perugia II                           | PCI                   |
| Libero Gualtieri                 | Emilia-Romagna        | Ravenna                              | PRI                   |
| Paolo Guerrini                   | Marche                | Jesi-Senigallia                      | PCI                   |
| Giuliano Gusso                   | Veneto                | San Donà di Piave                    | DC                    |
| Renato Guttuso                   | Puglia                | Lucera                               | PCI                   |
| Francesco Iannelli               | Campania              | Avellino                             | PSI                   |
| Epifanio La Porta                | Sicilia               | Enna                                 | PCI                   |
| Antonino La Russa                | Sicilia               | Catania II                           | MSI-DN                |
| Raniero La Valle                 | Sicilia               | Agrigento                            | SI (PCI)              |
| Antonio Landolfi                 | Lazio                 | Sora-Cassino                         | PSI                   |
| Nicola Lapenta                   | Basilicata            | Potenza                              | DC                    |
| Carlo Lavezzari                  | Lombardia             | Voghera                              | DC                    |
| Elia Lazzari                     | Toscana               | Volterra                             | SI (PCI)              |
| Giovanni Leone                   | A vita                | –                                    | Misto                 |
| Bruno Lepre                      | Friuli-Venezia Giulia | Tolmezzo                             | PSI                   |
| Lucio Libertini                  | Piemonte              | Verbano-Cusio-Ossola                 | PCI                   |
| Giosuè Ligios                    | Sardegna              | Nuoro                                | DC                    |
| Domenico Raffaello Lombardi      | Molise                | Campobasso-Isernia                   | DC                    |
| Giorgio Longo                    | Veneto                | Mirano                               | DC                    |
| Giovanna Lucchi                  | Emilia-Romagna        | Cesena                               | PCI                   |
| Francesco Lugnano                | Campania              | Santa Maria Capua Vetere - Aversa    | PCI                   |
| Emanuele Macaluso                | Sicilia               | Ragusa                               | PCI                   |
| Luigi Macario                    | Piemonte              | Cuneo-Saluzzo                        | DC                    |
| Roberto Maffioletti              | Lazio                 | Velletri                             | PCI                   |
| Giovanni Malagodi                | Lombardia             | Milano I                             | Misto (PLI)           |
| Nicola Mancino                   | Campania              | Avellino                             | DC                    |
| Peppino Manente Comunale         | Campania              | Sala Consilina - Vallo della Lucania | DC                    |
| Fabio Maravalle                  | Umbria                | Orvieto                              | PSI                   |
| Aristide Marchetti               | Lombardia             | Varese                               | DC                    |
| Michele Marchio                  | Lazio                 | Roma V                               | MSI-DN                |
| Giovanni Marcora                 | Lombardia             | Vimercate                            | DC                    |
| Cesare Margotto                  | Veneto                | Verona Pianura                       | PCI                   |
| Carlo Marselli                   | Toscana               | Massa-Carrara                        | PCI                   |
| Fermo Mino Martinazzoli          | Lombardia             | Brescia                              | DC                    |
| Leopoldo Attilio Martino         | Piemonte              | Casale Monferrato - Chivasso         | PCI                   |
| Anselmo Martoni                  | Emilia-Romagna        | Portomaggiore                        | PSDI                  |
| Andrea Mascagni                  | Trentino-Alto Adige   | Rovereto                             | PCI                   |
| Cornelio Masciadri               | Piemonte              | Verbano-Cusio-Ossola                 | PSI                   |
| Libero Mazza                     | Lombardia             | Milano I                             | DC                    |
| Giacomo Samuele Mazzoli          | Lombardia             | Breno                                | DC                    |
| Leonardo Melandri                | Emilia-Romagna        | Forlì-Faenza                         | DC                    |
| Cesare Merzagora                 | A vita                | –                                    | Misto                 |
| Modesto Gaetano Merzario         | Lombardia             | Varese                               | PCI                   |
| Pietro Mezzapesa                 | Puglia                | Monopoli                             | DC                    |
| Silvio Miana                     | Emilia-Romagna        | Castelnovo ne' Monti - Sassuolo      | PCI                   |
| Armelino Milani                  | Lombardia             | Pavia                                | PCI                   |
| Giorgio Milani                   | Lombardia             | Rho                                  | PCI                   |
| Ignazio Mineo                    | Sicilia               | Termini Imerese - Cefalù             | PRI                   |
| Michele Miraglia                 | Puglia                | Brindisi                             | PCI                   |
| Giuseppe Miroglio                | Piemonte              | Asti                                 | DC                    |
| Tommaso Mitrotti                 | Puglia                | Monopoli                             | MSI-DN                |
| Karl Mitterdorfer                | Trentino-Alto Adige   | Bolzano                              | Misto (PPST)          |
| Enzo Modica                      | Lazio                 | Civitavecchia                        | PCI                   |
| Antonio Mola                     | Campania              | Napoli IV                            | PCI                   |
| Riccardo Monaco                  | Campania              | Napoli II                            | MSI-DN                |
| Amleto Monsellato                | Puglia                | Tricase                              | PSI                   |
| Giuseppe Montalbano              | Sicilia               | Sciacca                              | PCI                   |
| Eugenio Montale                  | A vita                | –                                    | PRI                   |
| Arrigo Morandi                   | Emilia-Romagna        | Bologna I                            | PCI                   |
| Tommaso Morlino                  | Lombardia             | Lecco                                | DC                    |
| Antonino Murmura                 | Calabria              | Vibo Valentia                        | DC                    |
| Claudio Napoleoni                | Piemonte              | Biella                               | SI (PCI)              |
| Pietro Nenni                     | A vita                | –                                    | PSI                   |
| Gualtiero Nepi                   | Marche                | Ascoli Piceno                        | DC                    |
| Maurizio Noci                    | Lombardia             | Crema                                | PSI                   |
| Enrico Novellini                 | Lombardia             | Ostiglia                             | PSI                   |
| Giuseppe Oriana                  | Liguria               | La Spezia                            | DC                    |
| Giulio Orlando                   | Puglia                | Martina Franca                       | DC                    |
| Adriano Ossicini                 | Lazio                 | Tivoli                               | SI (PCI)              |
| Ezio Ottaviani                   | Umbria                | Terni                                | PCI                   |
| Arturo Pacini                    | Toscana               | Lucca                                | DC                    |
| Pietro Pala                      | Sardegna              | Tempio-Ozieri                        | DC                    |
| Pasquale Panico                  | Puglia                | Cerignola                            | PCI                   |
| Antonino Papalia                 | Veneto                | Este                                 | PCI                   |
| Ferruccio Parri                  | A vita                | –                                    | SI                    |
| Francesco Parrino                | Sicilia               | Alcamo                               | PSDI                  |
| Nino Pasti                       | Lazio                 | Roma VII                             | SI (PCI)              |
| Carlo Pastorino                  | Liguria               | Genova IV                            | DC                    |
| Francesco Patriarca              | Campania              | Castellammare di Stabia              | DC                    |
| Angelo Pavan                     | Veneto                | Vittorio Veneto - Montebelluna       | DC                    |
| Ugo Pecchioli                    | Piemonte              | Torino Dora Oltre Stura Collina      | PCI                   |
| Biagio Pecorino                  | Sicilia               | Catania I                            | MSI-DN                |
| Mario Pedini                     | Lombardia             | Chiari                               | DC                    |
| Edoardo Perna                    | Lazio                 | Roma IV                              | PCI                   |
| Giuseppe Petrilli                | Toscana               | Montevarchi                          | DC                    |
| Giuseppe Lelio Petronio          | Calabria              | Lamezia Terme                        | PSI                   |
| Piero Pieralli                   | Toscana               | Prato                                | PCI                   |
| Pietro Pinna                     | Sardegna              | Oristano                             | PCI                   |
| Biagio Pinto                     | Campania              | Sala Consilina - Vallo della Lucania | PRI                   |
| Giorgio Pisanò                   | Lombardia             | Milano II                            | MSI-DN                |
| Pietro Pistolese                 | Campania              | Napoli IV                            | MSI-DN                |
| Domenico Pittella                | Basilicata            | Lagonegro                            | PSI                   |
| Sergio Pollastrelli              | Lazio                 | Viterbo                              | PCI                   |
| Carlo Pollidoro                  | Piemonte              | Alessandria-Tortona                  | PCI                   |
| Cesare Pozzo                     | Piemonte              | Torino Centro                        | MSI-DN                |
| Giuliano Procacci                | Toscana               | Firenze III                          | PCI                   |
| Enrico Quaranta                  | Campania              | Sala Consilina - Vallo della Lucania | PSI                   |
| Antonio Rastrelli                | Campania              | Napoli V                             | MSI-DN                |
| Carla Ravaioli                   | Lazio                 | Roma VI                              | SI (PCI)              |
| Francesco Rebecchini             | Lazio                 | Roma II                              | DC                    |
| Francesco Recupero               | Sicilia               | Barcellona Pozzo di Gotto            | PSI                   |
| Libero Riccardelli               | Lombardia             | Monza                                | SI (PCI)              |
| Cristoforo Ricci                 | Campania              | Cerreto Sannita                      | DC                    |
| Antonino Riggio                  | Sicilia               | Corleone-Bagheria                    | DC                    |
| Camillo Ripamonti                | Lombardia             | Lodi                                 | DC                    |
| Dino Riva                        | Veneto                | Belluno                              | PSDI                  |
| Giosi Roccamonte                 | Campania              | Sala Consilina - Vallo della Lucania | PSDI                  |
| Angelo Romanò                    | Lombardia             | Vimercate                            | SI (PCI)              |
| Carlo Romei                      | Calabria              | Castrovillari-Paola                  | DC                    |
| Antonio Romeo                    | Puglia                | Taranto                              | PCI                   |
| Vito Rosa                        | Puglia                | Bitonto                              | DC                    |
| Giorgio Renzo Rosi               | Toscana               | Pistoia                              | DC                    |
| Marina Rossanda                  | Lombardia             | Milano VI                            | PCI                   |
| Gian Pietro Rossi                | Lombardia             | Busto Arsizio                        | DC                    |
| Ada Valeria Ruhl Bonazzola       | Lombardia             | Abbiategrasso                        | PCI                   |
| Mariano Rumor                    | Veneto                | Vicenza                              | DC                    |
| Rosa Russo Iervolino             | Lazio                 | Roma VIII                            | DC                    |
| Carmelo Francesco Salerno        | Basilicata            | Matera                               | DC                    |
| Tarcisio Salvaterra              | Trentino-Alto Adige   | Mezzolombardo                        | DC                    |
| Pasquale Salvucci                | Marche                | Urbino                               | PCI                   |
| Carmelo Santalco                 | Sicilia               | Barcellona Pozzo di Gotto            | DC                    |
| Giuseppe Santonastaso            | Campania              | Caserta                              | DC                    |
| Giuseppe Saragat                 | A vita                | –                                    | PSDI                  |
| Adolfo Sarti                     | Piemonte              | Alba                                 | DC                    |
| Irmo Sassone                     | Piemonte              | Vercelli                             | PCI                   |
| Gaetano Scamarcio                | Puglia                | Bitonto                              | PSI                   |
| Decio Scardaccione               | Basilicata            | Corleto Perticara                    | DC                    |
| Mario Scelba                     | Sicilia               | Caltagirone                          | DC                    |
| Gino Scevarolli                  | Lombardia             | Mantova                              | PSI                   |
| Pietro Schiano                   | Veneto                | Padova                               | DC                    |
| Dante Schietroma                 | Lazio                 | Frosinone                            | PSDI                  |
| Vittorio Sega                    | Veneto                | Adria                                | PCI                   |
| Remo Segnana                     | Trentino-Alto Adige   | Pergine Valsugana                    | DC                    |
| Domenico Segreto                 | Sicilia               | Sciacca                              | PSI                   |
| Ignazio Vincenzo Senese          | Lazio                 | Sora-Cassino                         | DC                    |
| Mario Sestito                    | Calabria              | Crotone                              | PCI                   |
| Salvatore Sica                   | Campania              | Nola                                 | DC                    |
| Nicola Signorello                | Lazio                 | Roma V                               | DC                    |
| Silvano Signori                  | Toscana               | Grosseto                             | PSI                   |
| Gianfranco Spadaccia             | Lombardia             | Milano II                            | Misto (PR)            |
| Giovanni Spadolini               | Lombardia             | Milano IV                            | PRI                   |
| Roberto Spano                    | Veneto                | Chioggia                             | PSI                   |
| Vincenzo Sparano                 | Campania              | Eboli                                | PCI                   |
| Giovanni Spezia                  | Emilia-Romagna        | Piacenza                             | DC                    |
| Francesco Spinelli               | Lazio                 | Rieti                                | PSI                   |
| Giorgio Spitella                 | Umbria                | Perugia I                            | DC                    |
| Attilio Spozio                   | Lombardia             | Varese                               | PSI                   |
| Gaetano Stammati                 | Lazio                 | Roma I                               | DC                    |
| Sergio Stanzani                  | Lazio                 | Roma VIII                            | Misto (PR)            |
| Dante Stefani                    | Emilia-Romagna        | Bologna III - Imola                  | PCI                   |
| Augusto Talamona                 | Veneto                | San Donà di Piave                    | PSI                   |
| Renata Talassi Giorgi            | Emilia-Romagna        | Portomaggiore                        | PCI                   |
| Rodolfo Tambroni Armaroli        | Marche                | Macerata                             | DC                    |
| Alfonso Tanga                    | Campania              | Benevento - Ariano Irpino            | DC                    |
| Eugenio Tarabini                 | Lombardia             | Sondrio                              | DC                    |
| Paolo Emilio Taviani             | Liguria               | Chiavari                             | DC                    |
| Giglia Tedesco Tatò              | Toscana               | Montevarchi                          | PCI                   |
| Umberto Terracini                | Toscana               | Livorno                              | PCI                   |
| Elio Tiriolo                     | Calabria              | Catanzaro                            | DC                    |
| Araldo Tolomelli                 | Emilia-Romagna        | Bologna II                           | PCI                   |
| Giuseppe Tonutti                 | Friuli-Venezia Giulia | Udine                                | DC                    |
| Mario Toros                      | Friuli-Venezia Giulia | Cividale del Friuli                  | DC                    |
| Riccardo Triglia                 | Piemonte              | Casale Monferrato - Chivasso         | DC                    |
| Luigi Tropeano                   | Calabria              | Catanzaro                            | PCI                   |
| Ferdinando Truzzi                | Lombardia             | Crema                                | DC                    |
| Boris Ulianich                   | Campania              | Napoli I                             | SI (PCI)              |
| Giovanni Battista Urbani         | Liguria               | Savona                               | PCI                   |
| Pietro Valenza                   | Campania              | Afragola                             | PCI                   |
| Mario Valiante                   | Campania              | Salerno                              | DC                    |
| Dario Valori                     | Umbria                | Città di Castello                    | PCI                   |
| Tullio Vecchietti                | Emilia-Romagna        | Carpi                                | PCI                   |
| Claudio Venanzetti               | Lazio                 | Roma I                               | PRI                   |
| Mario Venanzi                    | Lombardia             | Milano V                             | PCI                   |
| Giovanni Venturi                 | Marche                | Urbino                               | DC                    |
| Vincenzo Vernaschi               | Lombardia             | Cremona                              | DC                    |
| Glicerio Vettori                 | Trentino-Alto Adige   | Rovereto                             | DC                    |
| Mario Vignola                    | Campania              | Eboli                                | PSI                   |
| Tullio Vinay                     | Piemonte              | Novara                               | SI (PCI)              |
| Sebastiano Vincelli              | Calabria              | Reggio Calabria                      | DC                    |
| Bruno Visentini                  | Piemonte              | Torino Centro                        | PRI                   |
| Giuseppe Vitale                  | Sicilia               | Caltagirone                          | PCI                   |
| Antonio Vitale                   | Campania              | Santa Maria Capua Vetere - Aversa    | DC                    |
| Claudio Vitalone                 | Puglia                | Tricase                              | DC                    |
| Agostino Zavattini               | Lombardia             | Ostiglia                             | PCI                   |
| Angelo Ziccardi                  | Basilicata            | Matera                               | PCI                   |
| Sisinio Zito                     | Calabria              | Locri                                | PSI                   |

## Senatori proclamati eletti ad inizio legislatura
Di seguito i senatori proclamati eletti in surrogazione dei candidati plurieletti optanti per la Camera dei deputati.
| Surrogato            | Surrogante       | Lista  | Circoscrizione |
| -------------------- | ---------------- | ------ | -------------- |
| Raffaele Costa       | Giuseppe Fassino | PLI    | Piemonte       |
| Oscar Luigi Scalfaro | Riccardo Triglia | DC     | Piemonte       |
| Giovanni Torri       | Giuseppe Gatti   | PCI    | Lombardia      |
| Rino Serri           | Cesare Margotto  | PCI    | Veneto         |
| Filippo Micheli      | Giuseppe Borzi   | DC     | Lazio          |
| Pino Romualdi        | Aimone Finestra  | MSI    | Lazio          |
| Marco Pannella       | Sergio Stanzani  | PR     | Lazio          |
| Giorgio Amendola     | Vincenzo Sparano | PCI    | Campania       |
| Pietro Pirolo        | Riccardo Monaco  | MSI-DN | Campania       |
| Stefano Rodotà       | Emilio Argiroffi | PCI    | Calabria       |

1. ↑  In seguito all'ulteriore opzione di Valerio Zanone per la Camera.
2. ↑  In seguito all'ulteriore opzione di Paolo Zanini per la Camera.
3. ↑  In seguito all'ulteriore opzione di Francesco Antonio De Cataldo per la Camera.
4. ↑  In seguito all'ulteriore opzione di Antonio Bellocchio per la Camera.

## Modifiche intervenute

### Modifiche intervenute nella composizione dell'assemblea
| Uscente                 | Entrante                     | Data subentro | Circoscrizione                |
| ----------------------- | ---------------------------- | ------------- | ----------------------------- |
| Marino Carboni          | Learco Saporito              | 04.10.1979    | Lazio                         |
| Stefano Giosuè Ligios   | Angelo Lai                   | 09.01.1980    | Sardegna                      |
| –                       | Leo Valiani                  | 12.01.1980    | A vita (nomina presidenziale) |
| Attilio Spozio          | Margherita Boniver           | 06.02.1980    | Lombardia                     |
| Mario Pedini            | Ambrogio Colombo             | 28.02.1980    | Lombardia                     |
| Vincenzo Sparano        | Michele Iannarone            | 19.03.1980    | Campania                      |
| Augusto Talamona        | Armando Da Roit              | 10.07.1980    | Veneto                        |
| Luigi Carraro           | Emilio Neri                  | 11.11.1980    | Veneto                        |
| Giancarlo De Carolis    | Ilo Mariotti                 | 08.07.1981    | Umbria                        |
| –                       | Eduardo De Filippo           | 26.09.1981    | A vita (nomina presidenziale) |
| Gino Cacchioli          | Armando Foschi               | 30.09.1981    | Emilia-Romagna                |
| Ferdinando Truzzi       | Vincenzo La Russa            | 11.12.1981    | Lombardia                     |
| –                       | Camilla Ravera               | 08.01.1982    | A vita (nomina presidenziale) |
| Guido Gonella           | Luigia Barin                 | 02.09.1982    | Veneto                        |
| Franco Calamandrei      | Luigi Cortesi                | 20.10.1982    | Toscana                       |
| Elio Tiriolo            | Francesco Smurra             | 20.10.1982    | Calabria                      |
| Cristoforo Ricci        | Giuseppe Giliberti           | 21.01.1983    | Campania                      |
| Pasquale Salvucci       | Alfredo Caprari              | 02.02.1983    | Marche                        |
| Biagio Pecorino         | Vincenzo Madonia             | 02.02.1983    | Sicilia                       |
| Giovanni Marcora        | Angelo Cordara               | 09.02.1983    | Lombardia                     |
| Claudio Ferrucci        | Bernardino Alvaro Jovannitti | 24.03.1983    | Abruzzo                       |
| Tommaso Morlino         | Giuseppe Locatelli           | 12.05.1983    | Lombardia                     |
| Giacomo Samuele Mazzoli | Arturo Maria Guatelli        | 21.06.1983    | Lombardia                     |
| Giuseppe Locatelli      | –                            | –             | Lombardia                     |
| Francesco Recupero      | –                            | –             | Sicilia                       |

### Modifiche intervenute nella composizione dei gruppi

#### Democrazia Cristiana
- Nessuna modifica intervenuta.

#### Partito Comunista Italiano
- In data 11.01.1982 aderisce al gruppo Camilla Ravera, divenuta senatrice a vita.

#### Partito Socialista Italiano
- Nessuna modifica intervenuta.

#### Sinistra indipendente
- In data 26.09.1981 aderisce al gruppo Eduardo De Filippo, divenuto senatore a vita.
- In data 08.12.1981 la consistenza del gruppo diminuisce di un'unità per il decesso del senatore a vita Ferruccio Parri.
- In data 08.03.1982 lascia il gruppo Nino Pasti, che aderisce al gruppo misto.
- In data 04.05.1983 lascia il gruppo Carla Ravaioli, che aderisce al gruppo misto.

#### Movimento Sociale Italiano - Destra Nazionale
- Nessuna modifica intervenuta.

#### Partito Socialista Democratico Italiano
- Nessuna modifica intervenuta.

#### Partito Repubblicano Italiano
- In data 12.01.1980 aderisce al gruppo Leo Valiani, divenuto senatore a vita.

#### Gruppo misto
- In data 08.03.1982 aderisce al gruppo Nino Pasti, proveniente dal gruppo SI.
- In data 04.05.1983 aderisce al gruppo Carla Ravaioli, proveniente dal gruppo SI [?].

## Organizzazione interna ai gruppi
| Gruppo                                        | Presidente                                                                        | Vicepresidenti | Segretari | Altre cariche                                                                              |
| --------------------------------------------- | --------------------------------------------------------------------------------- | --- | --- | ------------------------------------------------------------------------------------------ |
| Democratico Cristiano                         | - Giuseppe Bartolomei (fino al 12.11.1979) - Giorgio De Giuseppe (dal 12.11.1979) | - Giorgio De Giuseppe (fino al 12.11.1979) - Salverino De Vito (fino al 5.11.1981) - Gian Pietro Emilio Rossi (dal 5.01.1981) - Nicola Mancino (dal 5.11.1981)                | - Aldo Amadeo (fino all'11.02.1983) - Carmelo Santalco (fino all'11.02.1983) - Fausto Del Ponte (dall'11.02.1983) - Antonio Vitale (dall'11.02.1983) | Segretari amministrativi - Alberto Del Nero                                                |
| Comunista                                     | - Edoardo Romano Perna                                                            | - Gaetano Di Marino (fino all'11.08.1979) - Giglia Tedesco Tatò - Napoleone Colajanni (dall'11.08.1979)                                                                       | - Enzo Modica (fino all'11.08.1979) - Piero Pieralli - Silvano Bacicchi (dall'11.08.1979) - Roberto Maffioletti (dall'11.08.1979)                    | –                                                                                          |
| Partito Socialista Italiano                   | - Alberto Cipellini (fino al 26.01.1983) - Salvatore Formica (dal 26.01.1983)     | - Gaetano Scamarcio (fino al 15.07.1981) - Silvano Signori (fino al 26.02.1981) - Gino Scevarolli (dal 15.07.1981) Vicepresidente vicario: - Paolo Barsacchi (dal 26.02.1981) | - Paolo Barsacchi (fino al 26.02.1981) - Eugenio Bozzello Verole (dal 15.07.1981)                                                                    | –                                                                                          |
| Sinistra indipendente                         | - Luigi Silvestro Anderlini (fino al 10.02.1983) - Mario Gozzini (dal 10.02.1983) | - Mario Gozzini (fino al 10.02.1983) | - Elia Lazzari | –                                                                                          |
| Movimento Sociale Italiano - Destra Nazionale | - Araldo di Crollalanza                                                           | - Antonino La Russa (fino al 29.10.1980) - Pietro Pistolese - Michele Marchio (dal 29.10.1980)                                                                                | - Cesare Pozzo | Revisori dei conti - Antonio Rastrelli (dal 29.10.1980) - Ajmone Finestra (dal 29.10.1980) |
| Partito Socialista Democratico Italiano       | - Dante Schietroma                                                                | – | – | –                                                                                          |
| Repubblicano                                  | - Libero Gualtieri                                                                | - Claudio Venanzetti | - Ignazio Mineo | –                                                                                          |
| Gruppo misto                                  | - Peter Brugger (SVP)                                                             | - Pietro Fosson (UV) - Giovanni Malagodi (PLI) - Sergio Stanzani (PR) | – | –                                                                                          |

### Composizione dei comitati direttivi
Democratico Cristiano
- Marino Carboni (fino al 29.09.1979)
- Vincenzo Carollo (fino al 15.10.1981)
- Alessandra Codazzi (fino all'11.02.1983)
- Giuseppe Fracassi
- Nicola Lapenta (fino all'11.02.1983)
- Domenico Raffaello Lombardi (fino al 5.01.1981 e dall'11.02.1983)
- Mino Martinazzoli (fino all'11.02.1983)
- Gian Pietro Emilio Rossi (fino al 5.01.1981)
- Nicola Signorello (fino al 5.01.1981)
- Vittorino Colombo (dal 17.12.1979 al 15.10.1981)
- Mario Costa (dal 5.01.1981 al 15.10.1981)
- Rosa Jervolino Russo (dal 5.01.1981)
- Arturo Pacini (dal 5.01.1981)
- Carlo Baldi (dal 15.10.1981 all'11.02.1983)
- Fausto Del Ponte (dal 15.10.1981 all'11.02.1983)
- Antonio Vitale (dal 15.10.1981 all'11.02.1983)
- Achille Accili (dall'11.02.1983)
- Aldo Amadeo (dall'11.02.1983)
- Carlo Grazioli (dall'11.02.1983)
- Carmelo Francesco Salerno (dall'11.02.1983)
- Giovanni Venturi (dall'11.02.1983)

Comunista
- Paolo Bufalini
- Franco Calamandrei (fino al 23.09.1981)
- Nedo Canetti
- Salvatore Corallo (fino al 23.09.1981)
- Armando Cossutta
- Nevio Felicetti
- Carlo Fermariello
- Maurizio Ferrara
- Lucio Libertini
- Emanuele Macaluso
- Roberto Maffioletti (fino all'11.08.1979)
- Giorgio Milani
- Antonio Romeo (fino al 23.09.1981)
- Ada Valeria Ruhl Bonazzola (fino al 23.09.1981)
- Renata Talassi Giorgi
- Umberto Terracini
- Dario Valori
- Enzo Modica (dall'11.08.1979)
- Giorgio De Sabbata (dal 23.09.1981)

Partito Socialista Italiano
- Eugenio Bozzello Verole (fino al 15.07.1981)
- Riode Finessi (fino al 15.07.1981)
- Fabio Maravalle
- Enrico Novellini (fino al 15.07.1981)
- Domenico Pittella (fino al 15.07.1981)
- Domenico Segreto
- Francesco Spinelli (fino al 15.07.1981)
- Armando Da Roit (dal 15.07.1981)
- Francesco Di Nicola (dal 15.07.1981)
- Francesco Iannelli (dal 15.07.1981)
- Maurizio Noci (dal 15.07.1981)
- Giuseppe Lelio Petronio (dal 15.07.1981)

Sinistra Indipendente
- Adriano Ossicini (dal 21.01.1981)
- Boris Ulianich (dal 21.01.1981)

Movimento Sociale Italiano - Destra Nazionale
- Francesco Franco (dal 29.10.1980)